# 1915년 포탄 위기

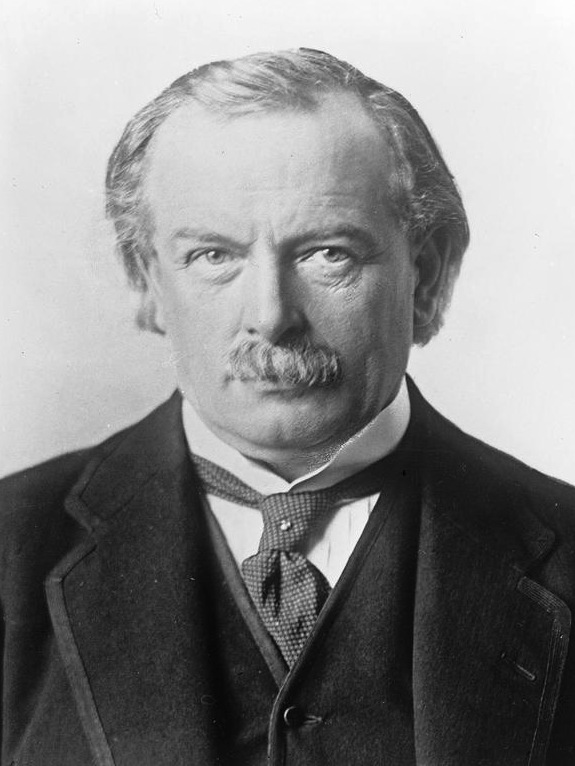
데이비드 로이드 조지

1915년 포탄 위기는 제1차 세계 대전 중 전선에서 발생한 포탄 부족 사태로, 영국에서 정치적 위기로 이어졌다. 이전의 군사 경험으로 인해 야전의 보병을 공격하는 데 파편탄에 지나치게 의존하게 되었는데, 이는 참호전으로 인해 무력화되었고, 참호전에는 고폭탄이 더 적합했다. 전쟁 초기에는 교리상의 혁명이 일어났다. 포병이 보병 공격에 유용한 지원이라는 생각 대신, 신 교리는 중포만으로 전장을 통제할 수 있다고 보았다. 서부 전선 (제1차 세계 대전)의 안정된 전선 덕분에 공장에서 생산할 수 있는 모든 포탄을 운반하는 철도 노선을 건설하기 쉬웠다. '포탄 스캔들'은 장기간의 높은 발사 속도가 예상되지 않아 포탄 재고가 고갈되면서 1915년에 발생했다. 발단이 된 사건은 포탄 부족으로 좌절되었다고 알려진 비참한 오베르 전투였다.
포탄 부족은 언론에 널리 보도되었다. 타임스는 데이비드 로이드 조지와 제1대 노스클리프 자작 앨프레드 함스워스와 협력하여 의회가 중앙 통제 방식의 국가 군수품 정책을 채택하도록 압력을 가했다. 이로 인해 군수 부서가 육군성에서 정부 내각급 직위로 이전되었고, 로이드 조지가 군수장관이 되는 연립 정부가 구성되었다. 1916년에는 장기적인 영향으로 H. H. 애스퀴스 총리의 실각과 1916년 12월 로이드 조지로의 교체가 포함되었다.

## 키치너에 대한 타임스지의 공격
1914년 가을부터 탄약 부족은 심각한 문제였고, 영국군 총사령관 야전원수 제1대 이프르 백작 존 프렌치 경은 더 많은 탄약을 요구하며 타임스(3월 27일)와 인터뷰를 가졌다. 키치너의 보증을 바탕으로 애스퀴스는 뉴캐슬 연설(4월 20일)에서 군대가 충분한 탄약을 보유하고 있다고 밝혔다.
1915년 5월 9일 오베르 리지에서의 실패한 공격 이후, 타임스 전쟁 특파원 찰스 아 코트 레핑턴 대령은 신문에 고폭탄 부족을 비난하는 전보를 보냈다. 당시 레핑턴은 자신이 사전 지식이 없었다고 부인했지만, 프렌치는 그에게 정보를 제공하고 브린슬리 피츠제럴드와 프레디 게스트를 런던으로 보내 데이비드 로이드 조지와 고위 보수당원인 보너 로 및 아서 밸푸어에게 같은 문서를 보여주었다.
1915년 5월 14일, 타임스지 헤드라인은 "포탄의 필요성: 영국군의 공격 저지: 제한된 보급이 원인: 프랑스로부터의 교훈"이었다. 이 기사는 "우리는 적의 흉벽을 허물기에 충분한 고폭탄이 없었다... 무제한 고폭탄 보급의 부족은 우리의 성공에 치명적인 장애물이었다"고 언급하며 전투 실패의 원인을 정부에 돌렸다. 그러나 키치너의 명성 때문에 영국 대중은 키치너를 의심하기를 주저했고, 이는 정치적 역할이 부적절하다는 공감대가 커짐에도 불구하고 신문의 발행 부수 감소로 이어졌다.

## 연립 정부
위기가 계속되면서 정부 변화의 즉각적인 촉매제는 5월 15일 제1대 피셔 남작 존 피셔 제독의 제1해군경 사임이었다. 이는 그의 장관인 해군장관 윈스턴 처칠과의 다르다넬스 해상 공격(이후의 갈리폴리 교착 상륙 작전의 전조)에 대한 의견 불일치 때문이었다. 처칠은 십여 년 전 보수당을 탈당했기 때문에 보수당원들에게 미움을 받았다. 재무장관 데이비드 로이드 조지와 보수당 대표 보너 로는 1915년 5월 17일 애스퀴스를 방문했고, 매우 짧은 회의 후 애스퀴스는 장관들에게 사임을 요구하는 편지를 썼다. 그리고 새로운 연립 정부를 구성하고 로이드 조지를 신설된 정부 부서의 군수장관으로 임명했다.
포탄 위기는 로이드 조지가 자유당이 완전한 통제권을 포기하고 보수당이 종속적인 위치에 남아 있는 연립 정부를 추진할 수 있게 했다.
그 이후로 순수한 자유당 정부는 영국에서 집권하지 못했지만, 자유당 정치인들은 이후의 연립 정부에서 직책을 맡았다.

## 데일리 메일의 키치너 공격
애스퀴스가 새 정부를 구성하는 동안, 5월 21일 대중적인 데일리 메일에 선정적인 언론 비판이 실렸는데, "포탄 스캔들: 키치너 경의 비극적인 실수"라는 제목으로 키치너를 비난했다. 로이드 조지는 노스클리프에게 그 캠페인이 역효과를 낳고 키치너에게 동정심을 불러일으키고 있다고 경고해야 했다. 키치너는 포탄 스캔들을 잠잠하게 하고 싶었다. 병기감 스탠리 폰 도노프는 자신의 명예를 회복하기 위해 조사를 요구했지만, 키치너는 프렌치의 해임으로 이어질 것이라며 그 요청을 철회하도록 설득했다.
대중에게 인기가 많았던 키치너는 전쟁장관으로 남아 자원병으로 구성된 신병군 훈련 및 장비 보급을 담당했지만, 군수품 생산에 대한 통제권을 잃었고 군사 전략 통제에서 점점 더 밀려났다. 프렌치 역시 노골적인 정치 개입으로 인해 오명을 썼는데, 이는 1915년 12월 그의 강제 사임에 기여한 요인이 되었다.

## 군수부

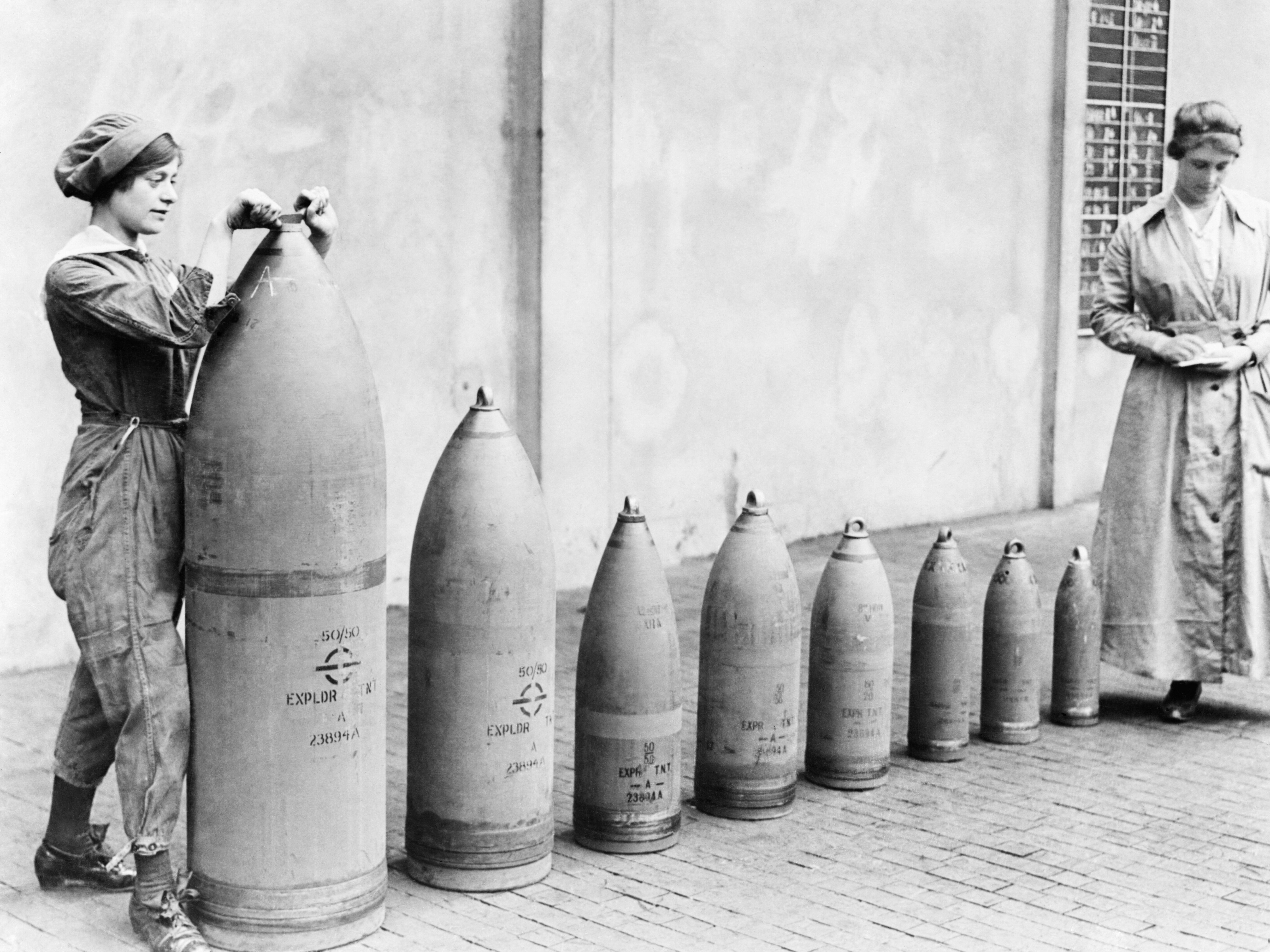
군수 산업의 노동 수요는 약 100만 명의 여성 군수품 노동자들로 충족되었다.

1915년 군수품법은 포탄 위기를 종식시키고 독일군이 따라잡을 수 없는 군수품 공급을 보장했다. J. A. R. 매리엇에 따르면 정부 정책은 다음과 같았다.
어떤 사적 이익도 국가의 봉사를 방해하거나 안전을 위협하는 것을 허용할 수 없었다. 노동조합 규정은 중단되어야 했고, 고용주의 이익은 제한되어야 했으며, 숙련된 인력은 전선이 아니더라도 공장에서 싸워야 했다. 인력은 노동력의 희석과 여성 고용을 통해 절약되어야 했고, 사설 공장은 국가의 통제하에 들어가야 했으며, 새로운 국영 공장이 설립되어야 했다. 결과는 새로운 정책을 정당화했다. 생산량은 엄청났고, 물품은 마침내 공급되었다.
군수부가 창설된 후, 전쟁 물자의 대량 생산을 위한 새로운 공장들이 건설되기 시작했다. 이 공장들의 건설에는 시간이 걸렸고, 포탄 위기에 대처하기 위한 군수품 생산에 지연이 없도록 정부는 철도 회사들에게 전쟁 물자를 생산하도록 요청했다. 철도 회사들은 대규모 기관차, 객차 제작소 및 숙련된 노동자를 보유하고 있어 군수품 및 기타 전쟁 물자를 생산하기에 좋은 위치에 있었다. 1915년 말까지 철도 회사들은 매주 1,000개에서 5,000개의 6인치 고폭탄을 생산했다.
여러 종류의 포탄 부품뿐만 아니라, 철도 집행 위원회의 철도 전쟁 물자 하위 위원회의 지시에 따라 철도 회사들은 더 큰 포병용 포가, 물탱크 수레, 광부용 트럭, 대용량 왜건, 곡사포 마차용 기계, 장갑 열차 및 구급차를 생산했다. 1916년에 군수부가 건설 중이던 많은 공장들이 대량의 군수품을 생산하기 시작했을 때, 철도 회사들의 전쟁 물자 생산 작업은 실제로 증가했고 전쟁 기간 내내 대량의 군수품을 계속 생산했다. 1920년 5월 정부에 제출된 다양한 철도 회사들이 전쟁 기간 동안 수행한 군수품 작업에 대한 공식 기록은 총 121페이지에 달하여, 전국 철도 회사들이 수행한 작업의 규모를 짐작하게 한다. 많은 회사들이 기관차, 객차 및 왜건의 유지 보수를 희생하면서 이 중요한 전쟁 작업을 수행했다.
1915년 군수품법은 고용주의 동의 없이는 군수품 노동자의 사직을 막았다. 이는 연합군이 서부 전선에서 승리하려면 경제 전체가 전쟁 노력에 동원되어야 한다는 인식이 있었다는 것을 의미한다. 영연방 국가들, 특히 캐나다의 보급품과 공장들은 제국 군수위원회의 지휘 아래 재편성되어 전쟁 기간 동안 충분한 포탄과 기타 군수물자를 공급했다. 직업안전보건에 대한 초기 조사 중 하나인 군수 노동자 건강 위원회는 1915년에 공장 생산성을 향상시키기 위해 설립되었다.
 대규모 군수 공장인 그레트나 왕실 공장은 영국-스코틀랜드 국경에 건설되어 코다이트를 생산했다. 이러한 공장들에서 최소 세 번의 대규모 폭발이 있었다.
1. 1916년 페이커셤 폭발에서 TNT 200톤이 폭발하여 105명이 사망했다.
2. 칠웰 국립 포탄 충전 공장은 1918년에 폭발하여 137명이 사망했다.
3. 실버타운 폭발은 1917년 1월 19일 금요일 오후 6시 52분에 실버타운(현재 런던 광역권 뉴엄구의 일부)에서 발생하여 73명이 사망하고 400명이 부상당했다.

## 같이 보기
- 영국의 포탄 충전 공장
- 여성 군수품 노동자
- 조지타운 국립 포탄 충전 공장(스코틀랜드 NFF No 4)

## 내용주
1. ↑  Strachan 2001, 992–1, 105쪽.
2. ↑  French 1979, 192–205쪽.
3. ↑  Fraser 1983, 77–94쪽.
4. 1 2  Holmes (2004), 287쪽.
5. ↑  Holmes (2004), 287–289쪽.
6. ↑  Duffy 2009.
7. ↑  “First World War.com - Encyclopedia - The Shell Scandal, 1915”. 《www.firstworldwar.com》. 2021년 9월 22일에 확인함.
8. ↑  Holmes 2004, 288쪽.
9. ↑  “How Far was the Shells Crisis of 1915 Exploited by David Lloyd George for his own Political Gain? | The Western Front Association”. 《www.westernfrontassociation.com》. 2021년 9월 22일에 확인함.
10. ↑  Holmes 2004, 288–289쪽.
11. ↑  Holmes 2004, 291쪽.
12. ↑  Marriott 1948, 376쪽.
13. 1 2  Pratt 1921, 7쪽.
14. ↑  Weindling 1985, 91쪽.
15. ↑  BLS 1916, 66–70쪽.

## 추가 문헌
- Adams, R. J. Q. (1978). 《Arms and the Wizard: Lloyd George and the Ministry of Munitions 1915–1916》. London: Cassell. ISBN 0-304-29916-2.
- Brown, I. M. (1996). 《The Evolution of the British Army's Logistical and Administrative Infrastructure and its Influence on GHQ's Operational and Strategic Decision-Making on the Western Front, 1914–1918》 (PhD). London: London University. OCLC 53609664. 2020년 5월 9일에 확인함.
- Carnegie, David (1925). 《The History of Munitions Supply in Canada 1914–1918》. London: Longmans Green and Co. OCLC 224844256.
- Lloyd George, David (1933). 《War Memoirs of David Lloyd George》. London: Ivor Nicholson & Watson. OCLC 1140996940.
- Wilgus, J. Brandon (2024). 《The Shell Crisis: A Lesson From the First World War》. Annapolis: Naval History, US Naval Institute Press, Nov/Dec. 2024년 12월 27일에 확인함.